# 王汶
王汶（1433年—1489年），字允達，浙江義烏人。明朝官员。

## 生平
王汶为明初忠臣王禕曾孙。成化元年（1465年）舉乙酉科浙江鄉試，成化十四年（1478年）中式戊戌科進士，授中書舍人。謝病而歸，在齊山下讀書。弘治初年，经言官交相推薦，王汶與檢討陳獻章同被朝廷所召，王汶未抵京师即卒。《明史》附其事于王禕传后。